# 푸방 가디언스
푸방 가디언스(영어: Fubon Guardians)는 중화민국 중화 직업봉구 대연맹에 소속되어 있는 프로 야구 팀이다. 1996년에 창단되었으며 연고지는 신베이시인데 삼성 라이온즈가 1994년 1월 6일 해당 구단과 자매결연을 맺어 한국 프로야구 2호로 대만 프로야구 구단과 자매결연을 맺은 팀이 됐다.

## 역사
- 1989년 - 타이중시를 연고로 한 아마추어 팀으로 창단
- 1993년 - 쥔궈 베어스(중국어 정체자: 俊國熊)로 CPBL 가입
- 1995년 11월 - 싱농 그룹에게 주식 55% 매각, 싱농 베어스가 됨
- 1996년 6월 - 싱농 그룹에게 전 주식 매각, 싱농 불스가 됨
- 2004년 - 타이완 시리즈 첫 우승.
- 2005년 - 2연패 달성. 이해에 시작된 아시아 시리즈에 참가하였다.
- 2012년 12월 - 이롄 그룹에게 1억 3,000만 NTD(한화 48억 원)에 구단 매각, EDA 라이노스로 팀명 변경
- 2016년 11월 - 푸방 금융지주에 구단 매각, 푸방 가디언스로 팀명 변경

## 성적
| 시즌         | 승 (전기/후기) | 패 (전기/후기) | 무 (전기/후기) | 승률 (전기/후기) | 순위 (전기/후기) |
| ------------ | -------------- | -------------- | -------------- | ---------------- | ---------------- |
| 쥔궈 베어스  |                |                |                |                  |                  |
| 1993         | 40 (21/19)     | 47 (24/23)     | 3 (0/3)        | .460 (.467/.452) | 4 (4/4)          |
| 1994         | 29 (14/15)     | 59 (31/28)     | 2 (0/2)        | .330 (.311/.349) | 6 (6/6)          |
| 1995         | 40 (19/21)     | 58 (30/28)     | 2 (1/1)        | .408 (.388/.429) | 6 (6/6)          |
| 싱농 불스    |                |                |                |                  |                  |
| 1996         | 28 (14/14)     | 69 (36/33)     | 3 (0/3)        | .289 (.280/.298) | 6 (6/6)          |
| 1997         | 45 (20/25)     | 48 (26/22)     | 3 (2/1)        | .484 (.435/.532) | 3 (5/3)          |
| 1998         | 58             | 45             | 2              | 0.563            | 1                |
| 1999         | 30             | 61             | 2              | 0.330            | 6                |
| 2000         | 51 (27/24)     | 38 (17/21)     | 1 (1/0)        | .573 (.614/.533) | 1 (1/2)          |
| 2001         | 34 (17/17)     | 51(25/26)      | 5 (3/2)        | .400 (.405/395)  | 4 (4/4)          |
| 2002         | 44 (21/23)     | 45 (23/22)     | 1 (1/0)        | .494 (.477/.511) | 3 (3/3)          |
| 2003         | 62 (34/28)     | 32 (15/17)     | 6 (1/5)        | .660 (.695/.622) | 2 (1/3)          |
| 2004         | 52 (25/27)     | 43 (22/21)     | 5 (3/2)        | .547 (.532/.563) | 2 (2/1)          |
| 2005         | 53 (28/25)     | 42 (21/21)     | 6 (2/4)        | .558 (.571/.543) | 1 (2/1)          |
| 2006         | 48 (25/23)     | 49 (23/26)     | 3 (2/1)        | .495 (.521/.469) | 3 (3/3)          |
| 2007         | 42 (24/18)     | 57 (25/32)     | 1 (1/0)        | .424 (.490/390)  | 6 (4/6)          |
| 2008         | 37 (19/18)     | 61 (30/31)     | 1 (1/0)        | .378 (.388/.367) | 6 (6/5)          |
| 2009         | 57 (29/28)     | 60 (29/31)     | 3 (2/1)        | .487 (.500/.475) | 3 (3/3)          |
| 2010         | 65 (36/29)     | 53 (23/30)     | 2 (1/1)        | .551 (.610/.492) | 1 (1/3)          |
| 2011         | 45 (20/25)     | 72 (38/34)     | 3 (2/1)        | .385 (.345/.424) | 4 (4/4)          |
| 2012         | 38 (22/16)     | 77 (35/42)     | 5 (3/2)        | .330 (.386/.276) | 4 (4/4)          |
| EDA 라이노스 |                |                |                |                  |                  |
| 2013         | 62 (35/27)     | 57 (24/33)     | 1 (1/0)        | .520 (.593/.450) | 5 (1/4)          |

## 같이 보기
- 김용운 : 배터리 코치, 감독 역임. (1994 ~ 1997)
- 한희민 : 투수로 선수 생활했으며 국내 프로야구 선수 외국 진출 1호[2]. (1994 ~ 1995)
- 박인구: 외야수로 선수 생활.(1994)